# Kongebjørka

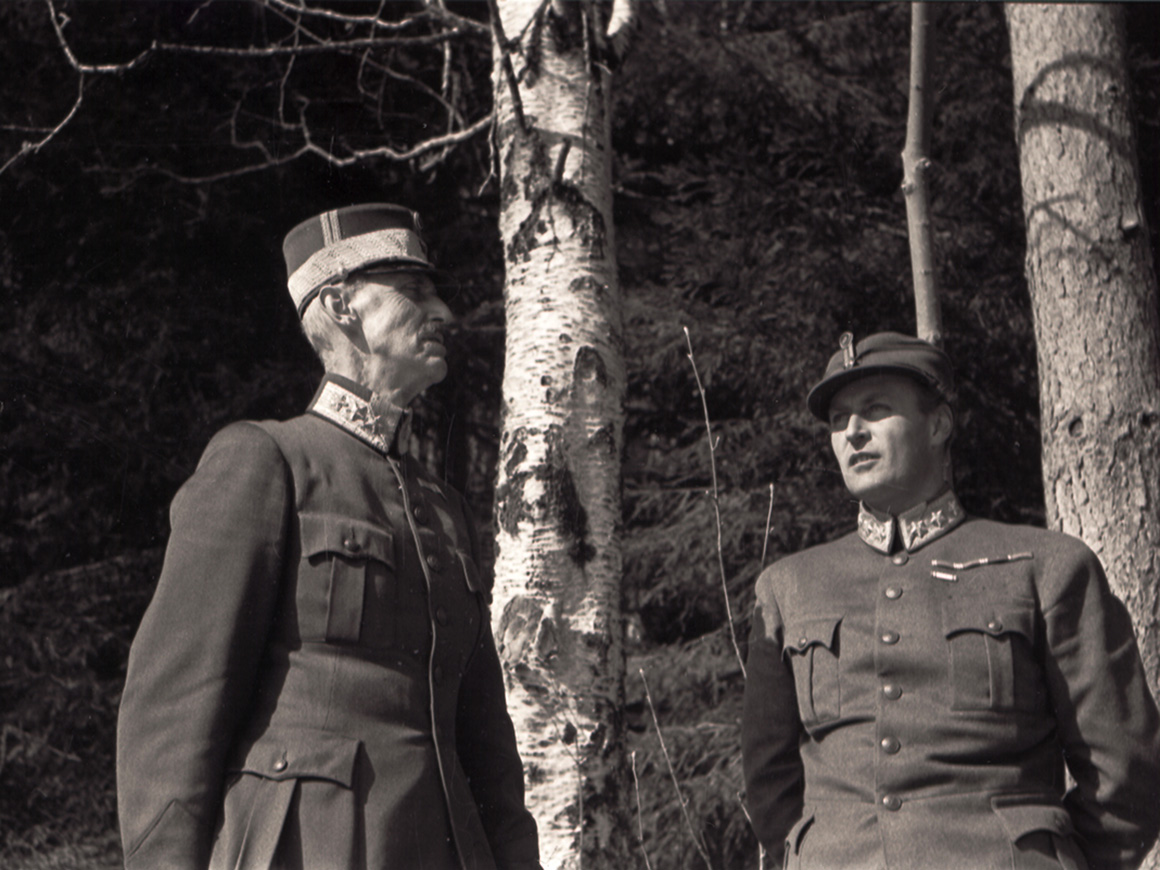
Kung Haakon VII och kronprins Olav söker skydd i utkanten av Molde under ett tyskt bombanfall på staden Molde i april 1940

Kongebjørka vid Glomstua i Molde i Norge är en björk som fungerar som nationalsymbol och minnesmärke över den tyska ockupationen av Norge. Kung Haakon VII och kronprins Olav fotograferades där av Per Bratland medan de sökte skydd under de tyska bombningarna av Molde den sista helgen i april 1940. Bilden spreds över världen och inspirerade Nordahl Grieg, som för övrigt även han var i Molde vid bombningarna, att skriva dikten "Kongen", något som givit ytterligare symbolvärde till både platsen och fotografiet.
1955 avtäckte kungen Olav V en minnesplakett vid björken.
Själva trädet förstördes av vandaler 1981, men ett nytt träd planterades av kung Olav 1982. Under Nyårsorkanen 1 januari 1992 blev det nya trädet förstört, men ett nytt planterades av kung Harald V senare samma år. Samtidigt tillkom, vid sidan av den befintliga stenstoden med relief av Bratlands fotografi, en stenstod till minne av kung Olav V, med en kungadikt av Knut Ødegård.
Fredslunden, en park intill björken, invigdes 1997.